# 耿胤樓
耿胤樓（16世紀—1638年），字旋極，北直隸真定府靈壽縣人，明朝政治人物。

## 生平
耿胤樓在天啟元年（1621年）中舉人，五年（1625年）成進士，獲授臨淄知縣。當地人民剽悍，同時糧食歉收，多人因此以偷竊為業，他得知後每次捕獲賊人總以嚴刑處置，人們都不敢再犯事。臨淄長期乾旱，他在烈日穿著囚衣步行禱告，在祭壇自疏罪狀哭泣，雨水立刻降下；其時他也代理壽光縣縣事，壽光居民來到臨淄請他到當地代禱，很快壽光也下雨，士民都感悅。
五年後耿胤樓陞任兵部車駕司主事，遷官吏部考功司員外郎，到崇禎九年（1636年）乞假歸鄉。十一年（1638年）靈壽城陷，他不屈而殉難難，兒子耿參從也因此戰死，朝廷得知後事追贈光祿寺少卿，命建祠祭祀，讓孫子耿延綸胄監。

## 家族
祖父耿德章，長史。父耿三鳳，諸生，